# Saweetie
Diamanté Quiava Valentin Harper (Santa Clara, California, 2 de julio de 1993), conocida por su nombre artístico Saweetie, es una rapera estadounidense. Después del lanzamiento de su sencillo debut, "Icy Girl", firmó con Warner Records y el sello discográfico de su mánager Max Gousse, Artistry Worldwide. Lanzó su primer EP, High Maintenance, el 16 de marzo de 2018. Su segundo EP Icy fue lanzado en marzo de 2019 y generó el sencillo "My Type".

## Biografía

### Primeros años y educación
Saweetie nació Diamonté Harper el 2 de julio de 1993 en Santa Clara (California), de madre filipino-china y padre afroamericano. Creció en el área de Sacramento, asistió a la Merrill F. West High School en Tracy y se graduó de Monterey Trail High School en Elk Grove. Comenzó a escribir música a los 13 años. Después de la secundaria, asistió a la Universidad Estatal de San Diego antes de transferirse a la Universidad del Sur de California donde estudió comunicaciones y negocios. Después de graduarse, comenzó a concentrarse en su carrera de rap.

### Vida personal
Saweetie comenzó a salir con el rapero Quavo a mediados de 2018 hasta que, en marzo de 2021, publicó un tuit donde aclaraba que volvía a estar soltera. Es prima de la actriz Gabrielle Union. Su abuelo, Willie Harper, jugó fútbol para los San Francisco 49ers.  Es fanática del equipo de baloncesto Sacramento Kings.

## Carrera
Saweetie comenzó a publicar breves raps en su cuenta de Instagram en 2016. Un video mostraba su rap sobre el ritmo de "My Neck, My Back (Lick It)" de Khia, que eventualmente se convertiría en "Icy Grl". La canción fue lanzada en su SoundCloud en el verano de 2017, y le llamó la atención de Max Gousse, un conocido productor y ejecutivo de A&R, quien se convirtió en su mánager. El video de la canción se volvió viral en Internet y acumuló 100 millones de visitas en YouTube a partir de junio de 2020.
Para seguir con eso, Saweetie lanzó en ese mismo mes un rap de estilo libre llamado "High Maintenance", acompañado de un breve clip de ella misma que rapeaba un verso de la canción, todo mientras se relajaba en su cocina. También se volvería viral en Instagram y Twitter. En octubre de 2017, lanzó un video para su canción "Focus", que samplea "Gilligan" de DRAM.
En enero de 2018 fue nombrada artista de la semana de Tidal y una de las mejores nuevas artistas del mes de Pigeons & Planes. Durante el Super Bowl LII en febrero de 2018, apareció en un anuncio de la compañía de cosméticos Fenty Beauty, de la artista Rihanna. Ese mes firmó con Warner Records y el sello discográfico de su mánager Max Gousse, Artistry Worldwide.

Hago muchas portadas, pero esta es la primera vez que hago contenido original. Salgo del estudio y llego a casa con ganas de escucharme realmente.
-  Saweetie para XXL en octubre de 2017.

Saweetie debutó en el sello principal con su EP High Maintenance, el 16 de marzo de 2018. Está compuesto por nueve pistas y fue producido por CashMoneyAP, Nyrell y el primo de Saweetie, Zaytoven. El sencillo "Icy Girl" recibió la certificación de Oro en junio de 2018 por ventas de 500,000 en los Estados Unidos. Fue certificado platino en septiembre de 2019.
Saweetie lanzó Icy, su segundo EP en el sello principal, el 29 de marzo de 2019. El primer sencillo del EP, "My Type", escrito por Saweetie y producido por London on da Track, samplea la canción "Freek-a-Leek" de Petey Pablo. Debutó en el Billboard Hot 100 en el número 81 y luego alcanzó el número 21, convirtiéndose en el primer hit de Saweetie en el Top 40 de Hot 100. Fue la primera canción de Saweetie en entrar en Hot 100. En septiembre de 2019, "My Type" alcanzó el número 1 en las listas de Rhythm Radio y obtuvo la certificación de oro.
Colaboró con PrettyLittleThing para lanzar una colección de ropa de 59 piezas, PrettyLittleThing x Saweetie, en septiembre de 2019. Dijo que la temática del conjunto era "la de una niña rica aburguesada que disfruta de las cosas buenas de la vida. Quiero mostrarles a los niños y niñas que si te esfuerzas mucho, tu trabajo dará sus frutos". Debutó durante la Semana de la Moda de Nueva York.
Saweetie apareció en Nick Cannon Presents: Wild 'N Out como intérprete invitada, realizó el sencillo "My Type", que se emitió en VH1 el 28 de enero de 2020.

## Discografía
- Pretty Bitch Music (2022)